# 揉捻
揉捻是制茶的一种工序。

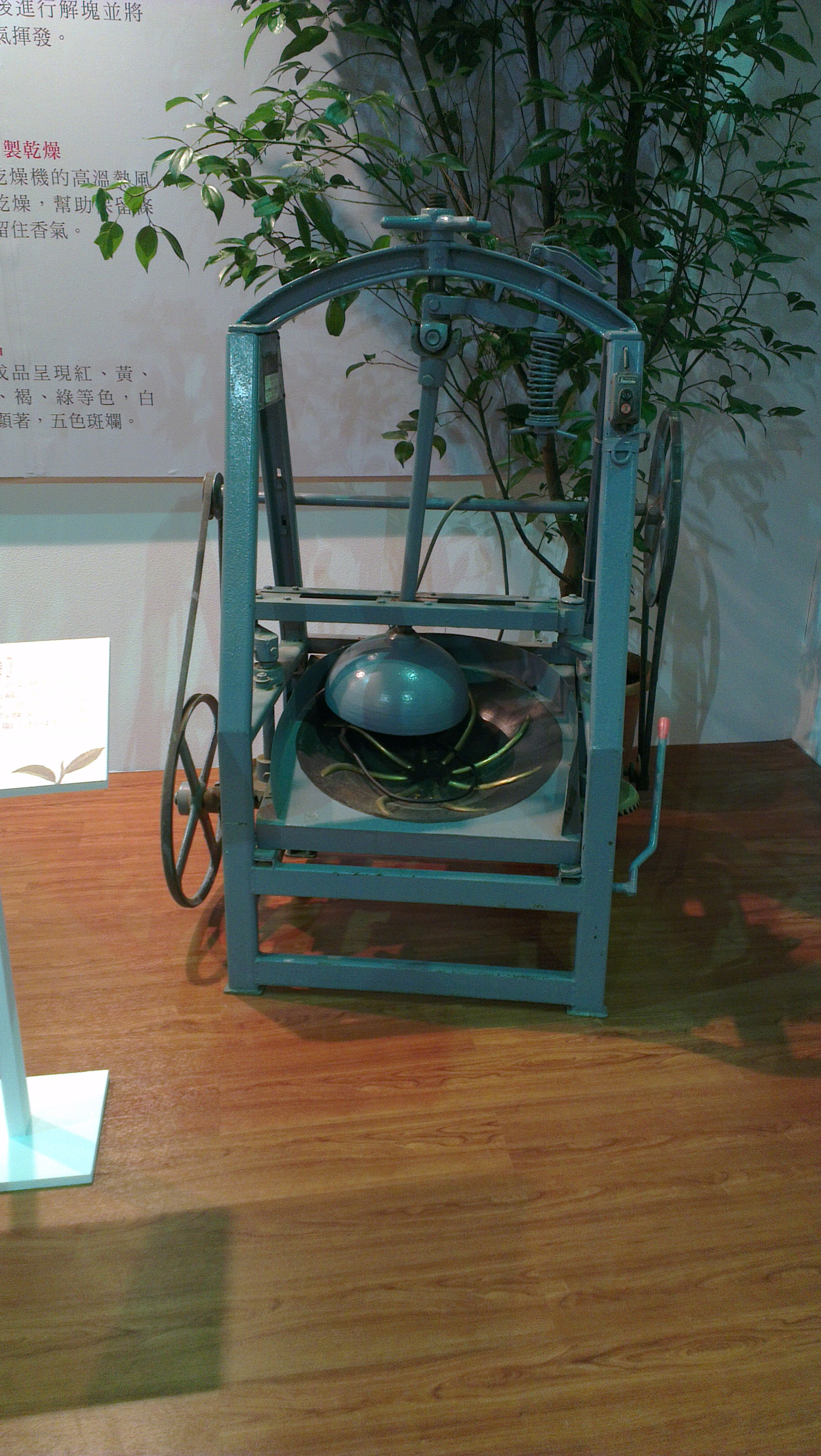
茶葉揉捻機械

「揉捻」是利用機械或手的力量，使茶菁轉動相互磨擦，造成部分的茶芽組織受到破壞，茶芽汁液流出，黏附在茶芽表面，而紅茶則更是為了有利於後續發酵作用（即為補發酵）的進行。此外，揉捻還具有整形的作用，使茶芽捲曲成為條索狀較為美觀，也可減少茶葉成品的體積，不僅使於包裝，亦有利於運輸和貯藏。
在製程上，綠茶、包種茶、烏龍茶等是經過萎凋和炒菁後揉捻；煎茶則要經蒸菁和粗揉後，才進行揉捻；而紅茶則是經過重萎凋後，即進行揉捻，後來再進行補發酵。
紅茶的製造流程是茶菁從採摘開始經過萎凋、揉捻、解塊、補發酵及乾燥等製茶過程後，成為紅茶毛茶。紅茶的揉捻是藉由機械力的擠、壓、搓、捲等作用，使萎凋的茶菁捲曲或成條索狀。揉捻後破壞葉片組織，使茶汁迅速流出，而劇烈發酵，且茶葉葉肉組織中的汁液流出，附著於葉表面，即是為沖泡時易溶出內容物，以增加茶湯滋味和濃稠度。
綠茶、青茶等是將「殺菁」后的茶叶用手搓揉，使其白毫脱落并成型，揉捻是造成成品茶最后定型的决定因素，决定有的茶如龙井是条状，有的茶如碧螺春是球状等。揉捻有时是和杀青同时进行的，边杀青边揉捻和干燥，可以简化制茶工艺，出来就是成品茶。现代有这种机器可以同时进行这些工序，新鲜茶叶经机器加工后即成为成品茶。
1. ↑  甘子能. . 台灣省茶業改良場文山分場. 中華民國七十六年四月.
2. ↑  王瑞娟. . 國家文化記憶庫收存系統.   [2021-06-30]. （原始内容存档于2021-07-09）.